# Comuna Piskî, Burîn
Piskî (în ucraineană Піски) este o comună în raionul Burîn, regiunea Sumî, Ucraina, formată din satele Novîi Mîr și Piskî (reședința).

## Demografie
Componența lingvistică a comunei Piskî
     Ucraineană (98,53%)
     Rusă (1,31%)
     Alte limbi (0,16%)
Conform recensământului din 2001, majoritatea populației comunei Piskî era vorbitoare de ucraineană (98,53%), existând în minoritate și vorbitori de rusă (1,31%).